# Les Dragueuses
Ne doit pas être confondu avec Les Dragueurs, film français réalisé par Jean-Pierre Mocky sorti en 1959.
Série Laß jucken, Kumpel
Les Minettes font la queue
(1973)
Pour plus de détails, voir Fiche technique et Distribution.
Les Dragueuses (titre original : Laß jucken, Kumpel) est un film allemand réalisé par Franz Marischka, sorti en 1972.
Il s'agit d'une adaptation du roman du même nom de Hans Henning Claer (de). Le succès du film donnera lieu à une série.

## Synopsis
Le mariage de Heiner et Gisela Lenz bat de l'aile en raison de la santé de Heiner, due à son disque intervertébral, et des difficultés professionnelles à la mine Reichskanzler. De plus, il y a de nombreuses aventures dans le cercle de connaissances du couple.

## Fiche technique
- Titre original : Laß jucken, Kumpel
- Titre français : Les Dragueuses
- Réalisation : Franz Marischka
- Scénario : Franz Marischka, Gunter Otto (sous le pseudonyme F.G. Marcus)
- Musique : Jochen Baum
- Costumes : Herta Deininger
- Photographie : Gunter Otto
- Montage : Hermann Haller
- Production : Gunter Otto
- Société de production : Barny Bornhauser-Film, Dynamic Film
- Société de distribution : Kora-Film Georg Kormann
- Pays d'origine :  Allemagne de l'Ouest
- Langue : Allemand
- Format : Couleur - 1,66:1 - mono - 35 mm
- Genre : Érotique
- Durée : 95 minutes
- Dates de sortie :
  -  Allemagne de l'Ouest : 28 juillet 1972.
  -  Pays-Bas : 30 mai 1973.
  -  Danemark : 23 juillet 1973.
  -  Japon : 11 décembre 1973.
  -  France : 2 avril 1975[1].

## Distribution
- Michel Jacot : Heiner Lenz
- Anne Graf : Gisela Lenz
- Gunter Wallace : Thomas Lenz (fils)
- Willy Krause : Ernst Wagner (grand-père)
- Ruth Eiben : Pauline Wagner (grand-mère)
- Marc Nissimoff : Adolf Eichel, le porion
- Elke Boltenhagen : Rosemarie "Rosi" Gernot
- Walter Kraus : Georg Gernot
- Birgit Bergen : Ingrid Gerlach
- Astrid Frank : Lilo
- Manuela Widman : Ute Sabrowski
- Rinaldo Talamonti (de) : Lucky
- André Eismann : Fritz Roggartz
- Marius Aicher : Klaus Gärtner
- Renate Kasché : Lore Gärtner
- Hans Henning Claer (de) : Boxer Karli
- Ulrike Butz : une fille en robe de papier

## Titre
En allemand de la Ruhr, Lass jucken est une demande de terminer une action de toute urgence et signifie quelque chose comme "Fais-le rapidement", "Fais-le venir", "Laisse tomber". Dans le film, le porion utilise cette réputation pour encourager les mineurs à travailler. D'autre part, le mot Kumpel a deux sens : gueule noire et copain-copine.

## Production
Le producteur Ludwig Waldleitner acquiert d'abord les droits du roman de Hans Henning Claer (de). Mais face à Aktion Saubere Leinwand (de), un mouvement pour que le sexe soit moins représenté au cinéma et à la télévision, il ne veut plus adapter le roman et vend les droits à Gunter Otto pour 30 000 deutsche marks, cependant Waldleitner conserve les droits à l'étranger en échange. Le producteur Otto, sous le pseudonyme de F.G. Marcus, écrit la première ébauche du scénario, mais est également chef opérateur. Aux États-Unis, un producteur rachète les droits pour son pays pour 150 000 dollars et insère des images de pornographie.
Certaines scènes doivent avoir lieu dans les mines de charbon de Bochum, mais lors des négociations avec les autorités compétentes, il s'avère que le roman de Claer est souvent perçu comme une diffamation. La production trouve donc un tunnel désaffecté à Penzberg, en Haute-Bavière. Les autres lieux de tournage sont Pasing, Memmingen, Kufstein, Freilassing et Ulm. Des plans extérieurs sont tournés à Kamen et Bergkamen.
Le réalisateur Franz Marischka présente d'abord aux journalistes son prochain film comme un documentaire socialement critique, puis doit rassurer les propriétaires de cinéma déçus avec une bande-annonce claire.
La première a lieu le 28 juillet 1972. Le film se classe cinquième du box-office allemand en 1972 avec quatre millions de spectateurs et reçoit le Goldene Leinwand en 1973 pour son succès commercial. Ce succès incite à tourner une série.

## Critique
Le film est diffusé le 28 août 2020 par Tele 5 dans le cadre de la série de diffusion de films Die schlechtesten Filme aller Zeiten (de) (Les Pires Films de tous les temps).

## Série
- 1972 : Les Dragueuses (Laß jucken, Kumpel)
- 1973 : Les Minettes font la queue (Laß jucken, Kumpel 2. Teil – Das Bullenkloster)
- 1974 : Laß jucken, Kumpel 3. Teil - Maloche, Bier und Bett (de)
- 1974 : Deux Compères sur l'alpage (de) (Liebesgrüße aus der Lederhose 2. Teil: Zwei Kumpel auf der Alm ou Laß jucken, Kumpel 4 – Zwei Kumpel auf der Alm)
- 1975 : Der Kumpel läßt das Jucken nicht (de)
- 1981 : Laisse tomber, compère ! (de) (Laß laufen, Kumpel)